# Dřínov (Kladno)
Dřínov é uma comunas checa localizada na região da Boêmia Central, distrito de Kladno.